# كليف بريتكريوز
كليف بريتكريوز هو سياسي كندي، ولد في 30 يوليو 1940. نشط حزبياً في حزب الإصلاح الكندي. وقد انتخب عضو مجلس الشيوخ الكندي ‏ وانتخب عضو مجلس العموم الكندي عن دائرة Yellowhead (electoral district) ‏ وقد انضم خلال فترته النيابية ‏ للكتلة البرلمانية حزب الإصلاح الكندي.